# Xerula setulosa
Xerula setulosa är en svampart som först beskrevs av William Alphonso Murrill, och fick sitt nu gällande namn av R.H. Petersen & T.J. Baroni 2007. Xerula setulosa ingår i släktet Xerula och familjen Physalacriaceae.   Inga underarter finns listade i Catalogue of Life.